# Пьегаро
Пьега́ро (итал. Piegaro) — коммуна в Италии, расположена в области Умбрия, подчиняется административному центру Перуджа.
Население составляет 3623 человека, плотность населения составляет 37 чел./км². Занимает площадь 98 км². Почтовый индекс — 6066. Телефонный код — 075.
Святым покровителем коммуны почитается святой Сильвестр I, Папа Римский, день памяти ежегодно отмечается 31 декабря.